# Karl Wiedemann (Politiker)
Karl Hermann Wiedemann (* 18. April 1904 in Augsburg; † 16. Juli 1981 ebenda) war ein deutscher Politiker der KPD.
Wiedemann war von Beruf Angestellter. 1933 saß er für die KPD im Stadtrat von Augsburg und war Sekretär sowie bayrischer Gauleiter des Internationalen Bundes der Opfer des Krieges und der Arbeit. Auch nach Auflösung des Bundes erhob er weiter Beiträge und zahlte Unterstützungen aus. Aufgrund solcher Aktivitäten wurde er im KZ Dachau interniert, doch sein Bruder, der NSDAP-Ratsherr und Gaurevisor Matthias Wiedemann, sorgte für seine Freilassung. Oberbürgermeister Josef Mayr stellte Karl Wiedemann 1939 wieder in die Stadtverwaltung ein. 1948 trat Wiedemann vor der Spruchkammer als Entlastungszeuge für Mayr auf.
Nach dem Zweiten Weltkrieg gehörte Wiedemann zu den zentralen Figuren der Wiederaufbauphase der KPD in Augsburg. 1946 wurde er im Wahlkreis Schwaben in die Verfassunggebenden Landesversammlung in Bayern gewählt und war dort vierter Schriftführer.